# Shah Alam (stad)
Shah Alam is een stad en gemeente (majlis bandaraya; city council) in de Maleisische deelstaat Selangor.
De gemeente telt 541.000 inwoners en is onderdeel van de agglomeratie Groot-Kuala Lumpur (Klang Valley).